# Mont Rond (Morvan)
Pour les articles homonymes, voir Mont Rond, Montrond et Les Monts-Ronds.
Le mont Rond est une butte située dans le département de la Côte-d'Or, à cheval sur les communes de La Motte-Ternant et Fontangy.